# Rocket Power: Beach Bandits
Rocket Power: Beach Bandits é um jogo de 2002 lançado para PlayStation 2, GameCube e Game Boy Advance baseado na série da Nickelodeon, Rocket Power.

## Enredo
A turma está prestes a começar as suas férias de verão, quando eles percebem que toda a areia em Ocean Shores foi levada por um criminoso misterioso. Após a investigação, eles descobrem que uma empresa chamada Golem Industries roubou toda a areia e a turma decide interrompê-la.
Eles acabam indo para os lagos, onde eles descobrem que a água de lá também foi roubada pela Golem Industries. A água foi roubada para então ser usada para enviar eletricidade para uma base secreta. A gangue acaba destruindo a água, as plantas, e depois de um confronto com o "Barramundi Bot", eles voltam para Ocean Shores.
Eles finalmente chegam em "Wishing Waters", a localização da base secreta, que é uma gigante fábrica robô debaixo de um parque áquatico controlado por um supercomputador. Sam vai para o computador de programação reconfigurar o robô para destruir a base. Depois de destruir a maioria da base, eles entram em contato com "Cyrax", o supercomputador que controla a fábrica. Depois que Sam destrói todos os chips Cyrax do computador com um skate, Cyrax prontamente explode e a turma fica afastada. Depois de voltar para Ocean Shores, pela segunda vez, a turma desafia Lars à uma descida em uma pista de terra, e depois de ganharem, conseguem convencer Lars de dar-lhes o local secreto onde fica a sede da Golem Industries.
Uma vez que eles entram dentro da base, eles encontram uma máquina de terremotos que Golem Sênior, o proprietário da Golem Industries está controlando. Na cena que se segue, Golem liga a máquina, e depois que a base treme, um tubo bate nele, mandando-o para uma piscina de lava. Golem, em seguida, sai da lava e é revelado que ele é um robô. A gangue enfrenta Golem e eles então o destroem.
Depois que a gangue retorna para Ocean Shores pela última vez, eles descobrem que a mente por trás de todo o plano foi Eric Golem Jr., o suposto filho de Golem Sênior. Ele ameaça destruir tudo em Ocean Shores com uma máquina gigante de tsunami. Para parar isso, a gangue desafia Eric para um conjunto final de desafios. Após a terceira batalha no entanto, Eric sai dos desafios e corre para a sala de controle, solicitando que Otto corra com ele com hoverboards para chegar à sala de controle, antes que ele chegue. Depois de vencer, a base é destruída. Durante a cena final, a quadrilha perdoa Eric por tudo que ele tem feito, e diz que ele deveria fazer alguns amigos que são humanos.

## Recepções
A pontuação do GameRankings para a versão do PlayStation 2 e do GameCube é de 61%.